# Hercostomus laanmae
Hercostomus laanmae är en tvåvingeart som beskrevs av Grichanov 1999. Hercostomus laanmae ingår i släktet Hercostomus och familjen styltflugor. Inga underarter finns listade i Catalogue of Life.